# Storfjorden

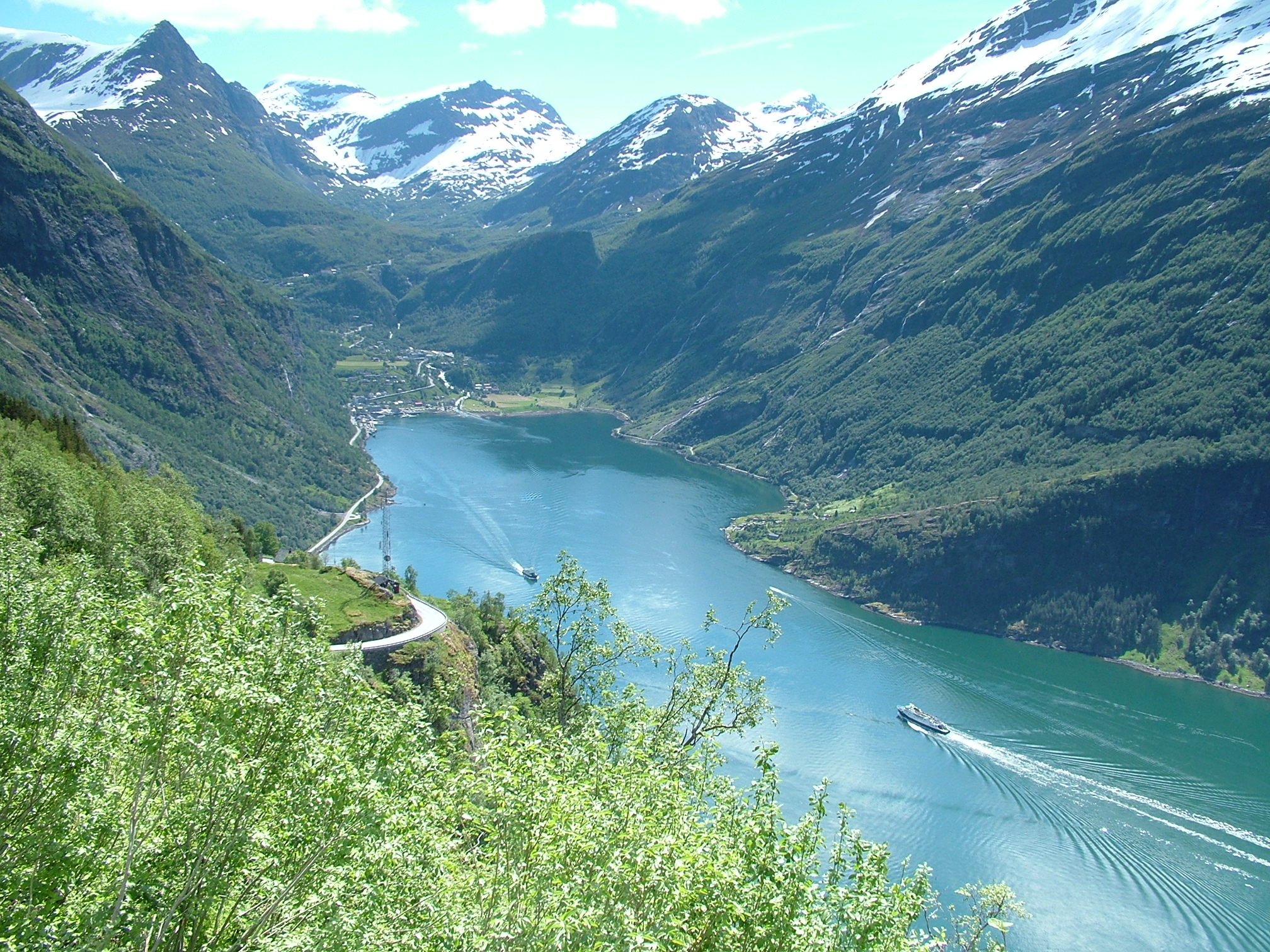
Vista de uno de los fiordos interiores, el Geirangerfjord, y el pueblo de Geiranger.

El fiordo Storfjord (en noruego: Storfjorden, literalmente «fiordo grande») es un importante e intrincado fiordo de Noruega localizado en la costa occidental de la península escandinava, en la región de Sunnmøre. Administrativamente sus riberas pertenecen a los municipios de Sula, Ålesund, Skodje, Ørskog, Stordal,  Norddal, Stranda, Surnadal, Ørsta, Hareid del condado de Møre og Romsdal. Tiene 110 km de longitud, siendo el quinto fiordo más largo de Noruega.
El Storfjord se extiende desde Hareid, en el oeste, a Tafjord y Geiranger, al este. El sistema del Storfjord incluye el famoso Geirangerfjord y el Tafjord; en la pequeña ciudad de Stranda se divide en el ramal Sunnylsfjorden-Geirangerfjorden, a la derecha, y el de Norddalsfjorden-Tafjorden, a la izquierda. El Storfjord es el principal accidente topográfico en la región de Sunnmøre, al cortar la región en dos partes sólo conectadas por ferry. La mayor profundidad es de 679 m, cerca del pueblo de Dyrkorn.
El paisaje alrededor de Storfjorden es el típico de la Noruega occidental. En su desembocadura, el fiordo está rodeado por islas con montañas que alcanzan 500-800 m s. n. m. y que cuanto más al este, más altas son. En Tafjord y Geiranger las montañas ascienden hasta los 1500-1800 m s. n. m. La mayor parte del Storfjorden tiene unas orillas que son característicamente inclinadas o muy inclinadas, interrumpidas por varios valles suaves que se extienden hasta 30 km tierra adentro. De esta manera, el sistema del Storfjord es, junto con el sistema de Nordfjord, Sognefjord y Hardangerfjord, los principales ejemplos de la típica costa occidental muy alabados por los visitantes.

## Ramales y secciones
El sistema del fiordo de Storfjord tiene los siguientes ramales y secciones:
- en la boca:
  - Sulafjorden
  - Vartdalsfjorden
- en la zona externa del Storfjord:
  - Hjørundfjorden
    - Norangsfjorden
    - Storfjorden i Ørsta

  - Sykkylvsfjorden
- en el interior del Storfjord:
  - Norddalsfjorden (16 km )
    - fiordo de Tafjord (8 km)

  - Sunnylvsfjorden (26 km)
  - Geirangerfjorden (15 km)